# Makak (ort)
Makak är en ort i Kamerun.   Den ligger i regionen Centrumregionen, i den sydvästra delen av landet, 60 km sydväst om huvudstaden Yaoundé. Makak ligger 648 meter över havet och antalet invånare är 29 000.
Terrängen runt Makak är platt. Trakten runt Makak är ganska glesbefolkad, med 32 invånare per kvadratkilometer. Det finns inga andra samhällen i närheten. I omgivningarna runt Makak växer i huvudsak städsegrön lövskog.